# Loma de Las Tapias
Loma de las Tapias es un parque natural y paisaje protegido situado en los departamentos Ullum y Albardón, en la provincia de San Juan, Argentina.

La protección fue establecida mediante la ley provincial n.º 7307, —renumerada posteriormente 729-L—  del año 2002, con el objetivo de preservar las singularidades del paisaje y evitar el incremento de la ocupación y los asentamientos.

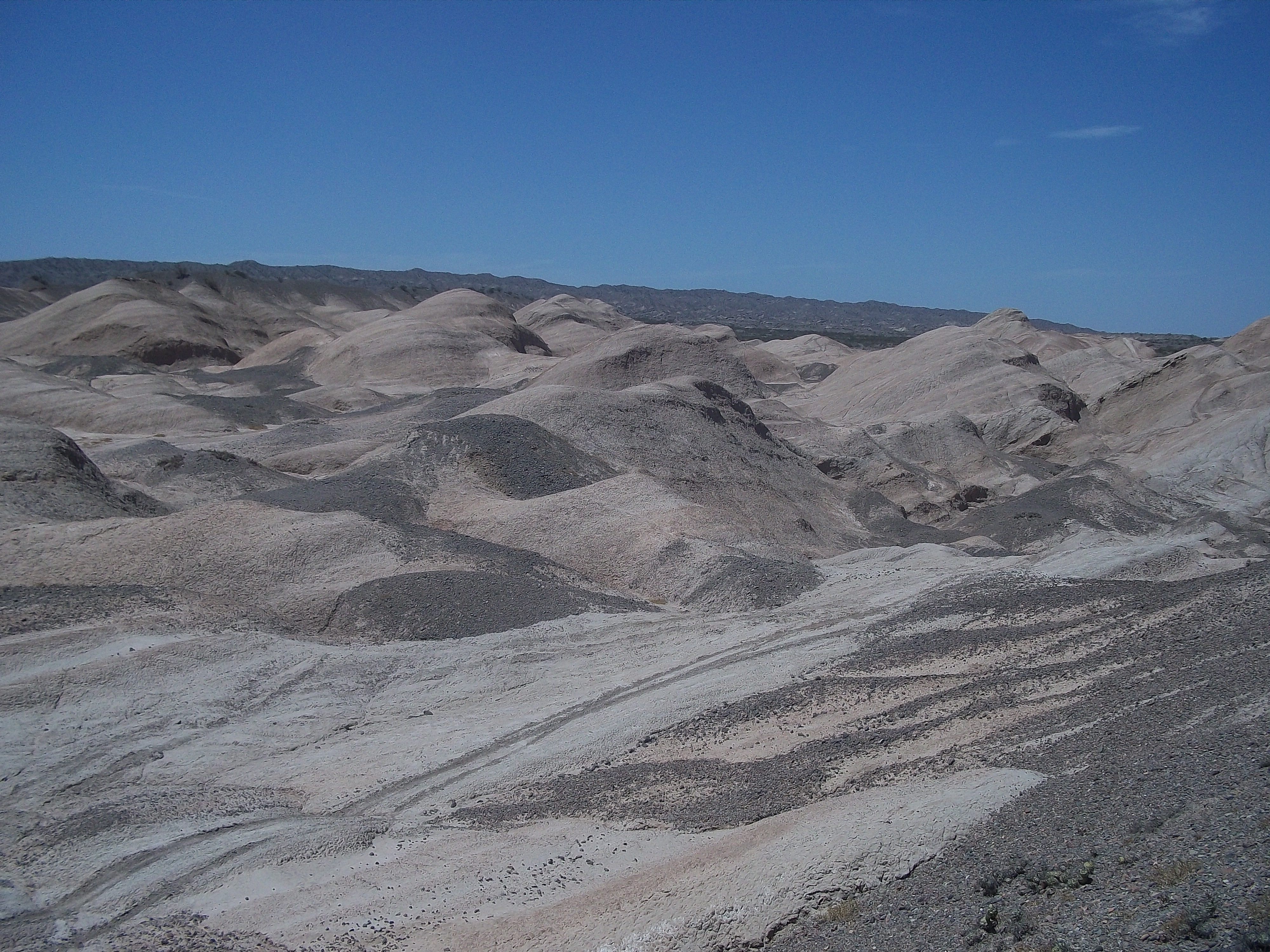
Paisaje protegido Loma de las Tapias.

## Características generales
El paisaje se presenta como una serie de lomas bajas, profundamente erosionadas por los efectos del viento y la lluvia a lo largo de los siglos, ubicada al norte del embalse de Ullum.
Los suelos son áridos con sustratos altamente salinos —llamados huayquerías, en el sentido de "tierra pobre"—  que impiden prácticamente el desarrollo de vegetación.
La zona es un importante yacimiento paleontológico que aún no ha sido estudiado en su totalidad. Abarca un área de 5000 ha. aproximadamente en la posición 31°26′09″S 68°37′49″O / -31.43583, -68.63028.

## Paleontología
Los estudios realizados indican que las rocas y sedimentos de Loma de las Tapias  corresponden al período final de la Era Cenozoica con una antigüedad de entre 11 a 3,5 millones de años.
Equipos de investigación de la Universidad Nacional de San Juan han hallado fósiles pertenecientes a extintos mamíferos identificados como gliptodontes, dasipódidos, proteroteridos, macrauquénidos, toxodóntidos, tipotérodos y hegetotéridos, además de muchos otros de otros vertebrados.
Un texto de divulgación, publicado en el marco de un proyecto de concientización acerca de la riqueza del lugar informa:

En Loma de Las Tapias se encontraron fósiles de reptiles, como lagartos y tortugas y anfibios. Se ha hallado un resto óseo de ave, en tanto que los invertebrados están representados por moluscos de agua dulce. Los mamíferos eran “Marsupiales”, de un tamaño variable entre el de una comadreja hasta el de un perro mediano actuales. Tenían marcados hábitos carnívoros. Otros mamíferos encontrados son los “Gliptodontes”, animales con carapachos, y los “Perezosos de tierra”, de hábitos terrestres y herbívoros. Algunos de ellos llegaron a medir hasta tres metros de largo. Además, los “Dasipódidos”, similares a los quirquinchos, mulitas y tatúes actuales. También se comprobó la presencia de antepasados de roedores que viven en San Juan, como la rata chinchilla, la vizcacha y la liebre patagónica.

El hábitat de esta paleofauna era una extensa planicie surcada por uno o varios cauces de agua que se originaban en la actual precordillera, de formación reciente en esa era.

## Flora
Las especies vegetales adaptadas a la aridez de los suelos son cactáceas como la boa de indio (Tephrocactus aoracanthus) y la tuna (Opuntia sulphurea), arbustos como las jarillas hembra (Larrea divaricata), macho (Larrea cuneifolia), retamos (Bulnesia retama) y algarrobos (Prosopis alba), (prosopis nigra).

## Fauna
La fauna de Loma de las Tapias incluye roedores como los cuises (Microcavia australis) y los tuco-tucos (Ctenomys), lagartos (Liolaemus) y ofidios como la yarará ñata (Bothrops ammodytoides).
Se han observado ejemplares de cóndor andino (Vultur gryphus), chimango (Milvago chimango), carancho (Caracara plancus), halconcito colorado (Falco sparverius) y catita serrana chica (Psilopsiagon aurifrons).

## Amenazas
Si bien la ley n.º 7307 de creación del área protegida establece límites a las actividades que pueden realizarse, la proximidad a la ciudad de San Juan, la escasez de recursos destinados a la preservación y el control sumados a la falta de conciencia de los pobladores cercanos y los visitantes, representan riesgos para la conservación de las riquezas del lugar, fundamentalmente teniendo en cuenta la fragilidad de los ambientes que guardan yacimientos fósiles.
Se informó que aún con posterioridad a la promulgación de la ley de protección, la zona es escenario de competencias y actividades de motos enduro y vehículos 4 x 4 y en ella se depositan clandestinamente residuos domiciliaros y escombros.
La actividad minera de extracción de áridos constituye un riesgo potencial y una amenaza seria. Por ejemplo, en un informe del año 2006 —posterior en cuatro años a la promulgación de la ley de protección—, de un grupo de investigadores del Instituto de Investigaciones Mineras de la Universidad Nacional de San Juan, se analizan las condiciones de la zona en vistas a la explotación minera y se promueve su desarrollo.